# メサ・ヴェルデ
メサ・ヴェルデ国立公園 (メサ・ヴェルデこくりつこうえん、Mesa Verde National Park) は、コロラド州南西部に位置するプエブロインディアンのアナサジ族の残した断崖をくりぬいた一連の集落遺跡群で、現在国立公園になっている。また、世界遺産にも登録されている。スペイン語で「緑の台地」という意味であるメサ・ヴェルデは 81.4 mi² (211 km²) の地域を占めている。この入口は Cortez の町の東約9マイル  (15 km) に位置している。

## 研究略史
メサ・ヴェルデ遺跡の存在は、1874年には知られていたが、本格的な考古学的調査の契機になったのは、1888年に
当地の牧場主リチャード・ウェザーリルによって「クリフ・パレス」が発見されて以来、ウェザーリル兄弟が一般調査で108ヶ所に及ぶ断崖をくりぬいた集落を確認してからである。
1891年に、考古学者であるジェズ・ウオルター・ヒュークス（J.W.Fewkes）とスウェーデン出身の
地質学者グスタフ・ノルデンショルド によって初めて本格的な発掘調査がされた。
この地域は1906年7月29日に国立公園として制定された。w:National Park Serviceによって管理されているすべての歴史的地域と同じく、この公園は1966年10月15日にw:National Register of Historic Placesの一覧に記載された。ここは1978年9月6日に世界遺産 （文化遺産） に登録された。
メサ・ヴェルデ管理地区 は1987年5月29日にアメリカ合衆国国定歴史建造物に指定された。

## 概要
1世紀ごろから、この地に農耕民であるアナサジ族が住み始めたと推測されている。アナサジ族は、8世紀ころまでバスケット・メーカー文化と呼ばれる独特なかご作りで知られる文化を築いていたが、9世紀ころからキヴァという儀式を行う施設を伴う日干し煉瓦の壁によって区画された集落を築くようになる。これをプエブロ文化と呼び、
12世紀頃になると、外敵の襲来に備えた、本格的な「岩窟住居」を作り、そこに住み始めたと考えられている。
同時期の遺跡としては、ニュー・メキシコ州北西部の半円形の壮大なプエブロ・ボニート遺跡を中心とするチャコ・キャニオンの遺跡群が知られている。その他にも、ユタ、コロラド、アリゾナ、ニュー・メキシコ4州の州境が1点に集まるフォー・コーナーズ周辺にはコロラド州のメサ・ヴェルデをはじめとして、アリゾナ州のキャニオン・デ・シェイ、ユタ州のホヴンウィープなど数多くの遺跡群が見られる。ユタ州側にあるホヴンウィープ国定公園の遺跡群は極浅い谷あるいは涸れ沢の縁の平地に散在する形をとる。メサ・ヴェルデの住居遺跡がメサ上に少ないのは保安のための他に農耕に適したメサ（台地）上を農耕に優先したとのこともある。アナサジ族のこのような日干し煉瓦による壮大な建物が建てられた時期はプエブロIII期と呼ばれる。14世紀になると、とつぜん放棄されたと推測されており、謎となっている。
なお、アナサジとは、アナサジ族が消滅もしくは移住した後に同地域に流入し、現在も居住する先住民であるナバホ族の言葉で「古（いにしえ）の敵」あるいは「古の人々」を意味するが、現在は「先プエブロ」を意味する英語の "the Ancestral Puebloan" という表現を使う方向にある。
クリフ・パレスといわれる「岩窟住居」による集落が公園内最大の遺跡である。200室ほどあり、一番高いところの高さは、4階建て相当にもなる。さながら高級マンションのようでもある。クリフ・パレス、ロング・ハウスなど主要な遺跡コンプレックスへの立入りは公園レンジャーの引率によるツアー（有料）のみで許されている。シーズン中は混雑するので朝一番にビジター・センターで申し込む必要がある。
ニューメキシコ州とコロラド州に住むプエブロ族は、現在もこのような巨大集団住居からなる大集落を有している。

## 登録基準
この世界遺産は世界遺産登録基準のうち、以下の条件を満たし、登録された（以下の基準は世界遺産センター公表の登録基準からの翻訳、引用である）。
- (3) 現存するまたは消滅した文化的伝統または文明の、唯一のまたは少なくとも稀な証拠。

## ギャラリー

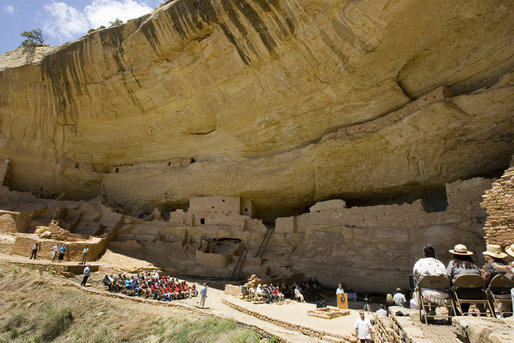
ロング・ハウス
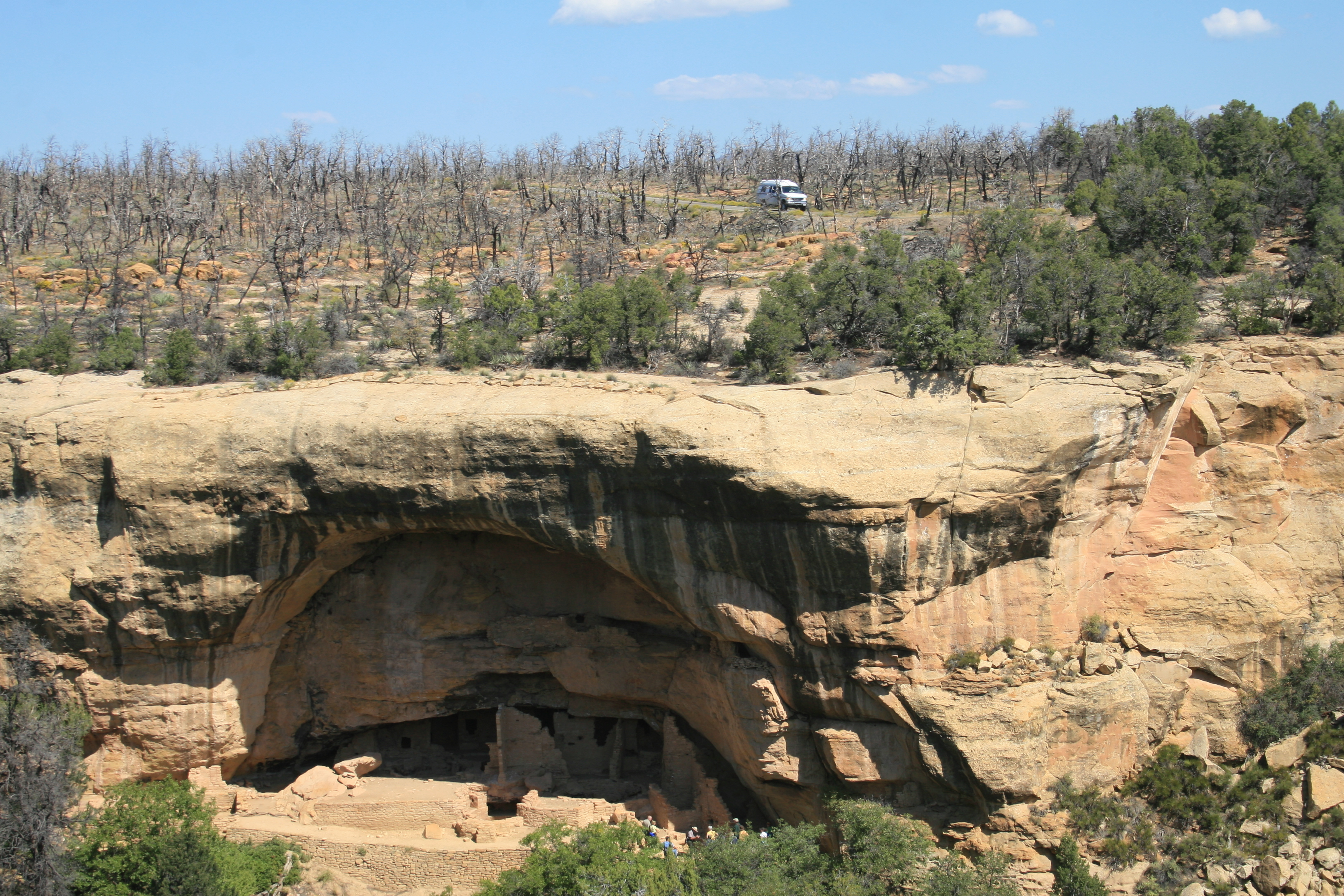
オーク・ツリー・ハウス
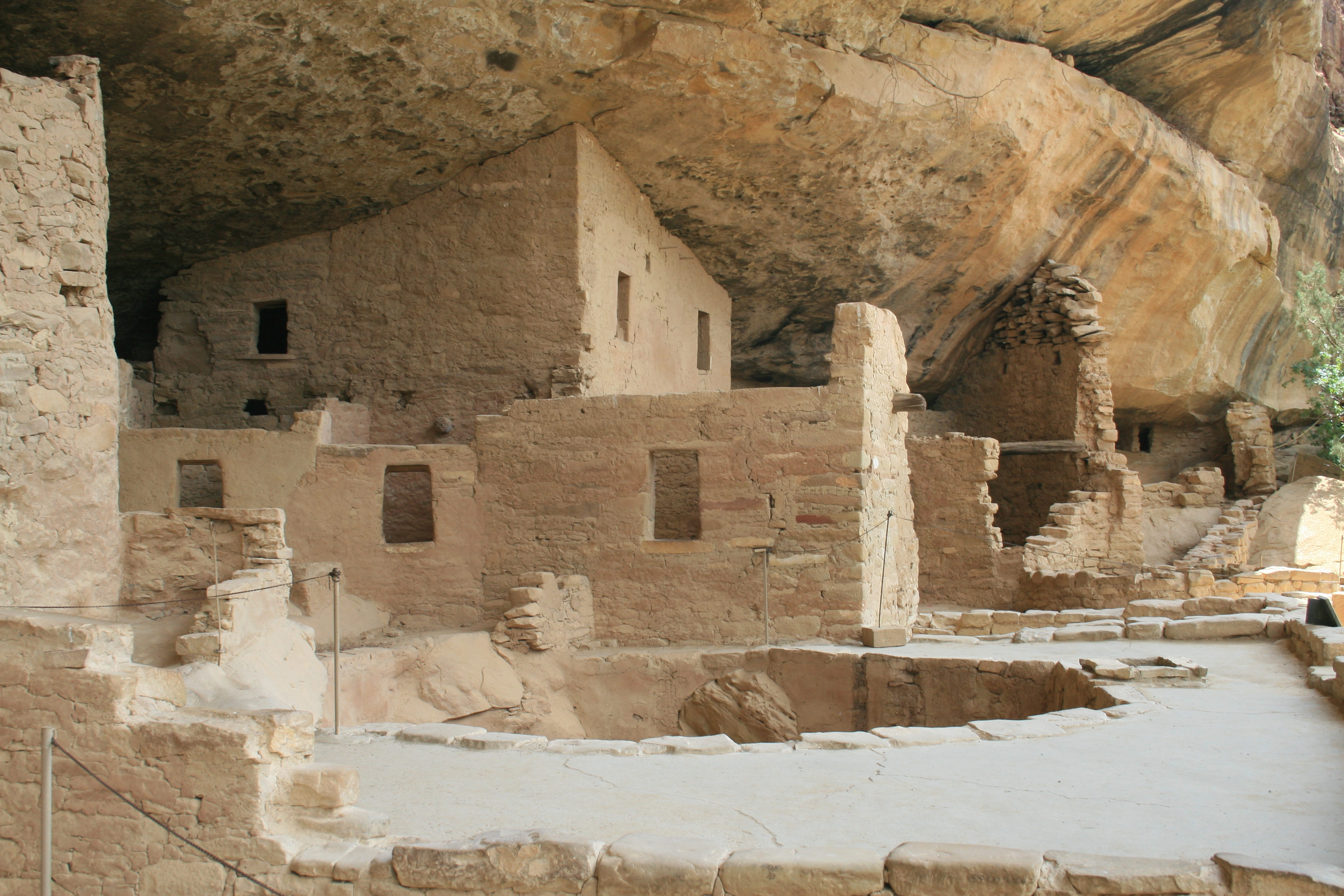
スプルース・ツリー・ハウス
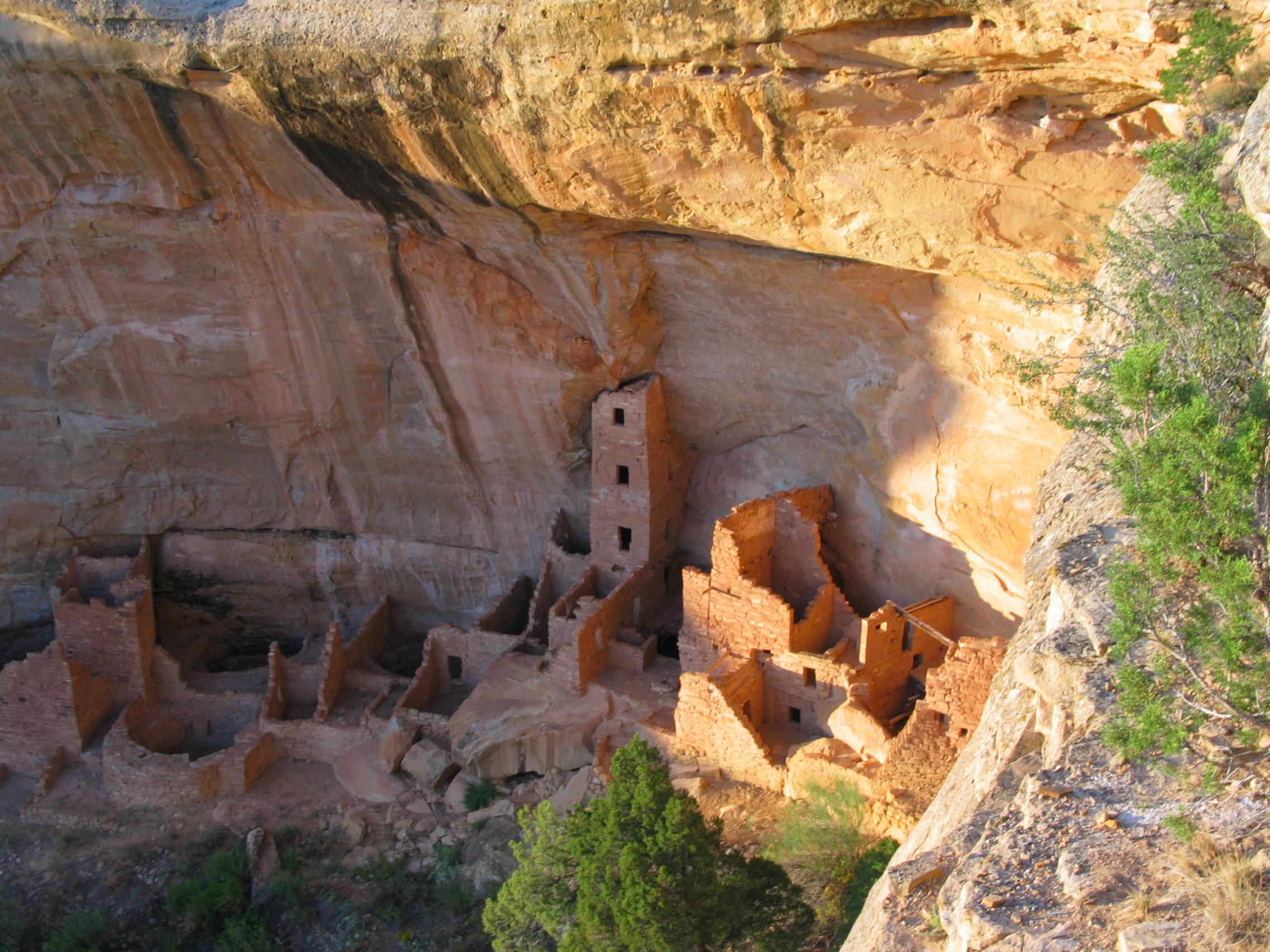
スクウェア・タワー・ハウス